# 羅德斯島戰記 蒂德莉特的奇境迷宮冒險
《羅德斯島戰記 蒂德莉特的奇境迷宮冒險》（又译作）是由Team Ladybug開發、Playism與Why so serious?在2021年發行的類銀河戰士惡魔城風格橫向捲軸電子遊戲，內容是基於日本奇幻小說家水野良的著作《羅德斯島戰記》為背景，並採用小說系列裡的女性高等妖精蒂德莉特作為遊戲主角。

## 劇情
遊戲劇情的時間點，是銜接在2019年推出的《羅德斯島戰記》小說《誓約之寶冠》之前的一段時間。
某日，蒂德莉特昏迷在一個令她感到陌生又熟悉的地方。在那裡，蒂德莉特遇見了過去曾一同擊倒邪惡勢力的夥伴，像是賢者史列因、矮人吉姆，以及她愛慕的人類騎士帕恩。另外也遇到了灰色魔女卡拉、黑暗皇帝貝魯德等過往對立的敵手。
之後蒂德莉特便不斷地探索，設法找出她出現在這個奇異世界的原因。

## 玩法
作品內容是類銀河戰士惡魔城風格的遊戲，玩家會操作蒂德莉特在廣大的迷宮地圖裡闖關。過程裡會出現許多奇幻風格的怪物，玩家可透過劍、弓、魔法等方式來擊倒它們。每種怪物都各有不同的強項與弱點，例如有些對於火系攻擊完全免疫、有些則是畏懼風系魔法等等，玩家可依據怪物的特性，來找出最有利的攻擊方式。
在遊戲途中，蒂德莉特會獲得風之精靈與火之精靈的協助。在過程裡可隨時切換這兩個精靈來讓蒂德莉特改變攻擊、防禦的屬性，以加強對於弱點為風/火系攻擊的怪物之傷害，或是來抵抗敵方施展風/火系攻擊時的防禦能力。當精靈在戰鬥中提升到最高等級時，能另外將蒂德莉特的生命值出現損傷時進行回補。
遊戲裡的迷宮共有六大區域，每個區域在結尾處都會安排與頭目角色對戰，對手都是在《羅德斯島戰記》裡登場的反派角色，如灰色魔女卡拉、黑暗皇帝貝魯德、邪龍納斯等等。過去曾與蒂德莉特一同歷險的夥伴，也會在遊戲裡擔任具有額外用途的角色，例如可讓蒂德莉特向矮人吉姆購買有用的武器與道具，或是與盜賊伍德・查克進行賭博來獲得賭金。

## 製作
此款遊戲開發的契機，是一名《羅德斯島戰記》小說的編輯與Playism公司接觸來往後開始的。當時Playism在考量適合的製作方法時，想到Team Ladybug遊戲開發團隊的像素美術畫風很適合用在《羅德斯島戰記》上，便決定採用。之後小說的原作者水野良，也親自前來監督此款遊戲的製作。
作品的關卡內容、玩法，有受到《惡魔城X 月下夜想曲》與《斑鳩》等作品的啟發。遊戲引擎方面，是採用Team Ladybug之前在開發《東方月神夜》使用的Mogura Engine 2。

## 發行
在2018年，即《羅德斯島戰記》小說發表第30週年的活動期間裡公開了此款遊戲消息。起初是預計在2019年秋季推出搶先體驗內容，然後在2020年春季正式發行。
之後時程是改到2020年3月期間於Steam平台上發布搶先體驗遊戲第一章節的試玩，然後在6月裡公布第2章節的遊戲內容，第3、4章節的消息是另在2021年1月中旬公開。
遊戲的正式發行是在2021年3月27日推出Steam版本，並在1個月後累積賣出超過10萬份的成績。適用於任天堂Switch日版主機的版本是在2021年12月16日推出，在發售當週賣出1萬初頭數量，獲得該週Switch遊戲排行榜第12名成績。其他用於PlayStation 4、PlayStation 5、Xbox One等遊戲主機的版本是在2022年12月16日當天一同推出販售。

## 反應
大眾媒體對於《蒂德莉特的奇境迷宮冒險》的看法，多數針對在遊戲時間長度、難易程度、以及可切換火與風之精靈的玩法特色方面為主，並有著褒貶不一的反應。
Destructoid上的文章認為這款遊戲清楚理解本身的定位，並且滿足了該有的要素，雖然不到遊戲鉅作的程度，但內容紮實，就像是一份價格實在的餐點。雜誌《PC Gamer》覺得與其它類銀河戰士惡魔城遊戲相比之下，此款遊戲難度稱不上高，不過在戰鬥時能透過切換火與風精靈來變換攻擊屬性是有趣的地方，整體來說只像是一首簡短、有趣的小合奏，但不到交響樂的程度。《個人電腦雜誌》稱讚遊戲裡具挑戰性的謎題、可切換火與風精靈方面的設計，但有遊戲過程不長、以及動作畫面會被一些視覺效果掩蓋住的缺陷。Nintendo Life網站同樣認為此作品的遊戲時間較短，可是無論玩家是否清楚《羅德斯島戰記》的劇情，都能夠樂在其中，表現上絕對不是一款膚淺的《惡魔城X 月下夜想曲》仿冒品。
其他像西語線上新聞網站Vandal欣賞著遊戲裡的視覺效果、頭目對戰關卡內容，但可惜有遊戲時間不長、缺乏多重劇情路線的缺點。RPG Fan網站稱讚了遊戲裡的謎題內容，以及開發團隊Team Ladybug採用的像素美術手法，認為以料想不到的方式捕捉到典型的《羅德斯島戰記》韻味，雖然有劇情描述不夠清楚的缺點，不過是一款值得讓類銀河戰士惡魔城遊戲愛好者留意的作品。

## 備註
1. ↑  亦為擔任《羅德斯島戰記》小說《誓約之寶冠》插圖的畫家。

## 外部連結
- Playism上的《羅德斯島戰記 蒂德莉特的奇境迷宮冒險》官方頁面 （页面存档备份，存于）